# Pomori
Pomori (ruski: помо́ры) su ruski doseljenici na bjelomorsko priobalje.
Još u 12. stoljeću istraživači iz Novgoroda došli su do Bijelog mora kroz estuarij rijeke Sjeverne Dvine i osnovali naseobine duž obale. 
Prvotno su se naseljavali na jugozapadnim i jugoistočnim obalama Bijelog mora, koje im je postalo matično područje. Etnonim Pomori nastao je od naziva za jugozapadnu obalu Bijelog mora - Pomorska obala.
Bavili su se ribolovom, pomorskom trgovinom i brodogradnjom.
Na istoku su doprli do prekouralskih područja u sjevernom Sibiru, gdje su osnovali gradić Mangazeju, a i među prvima su stigli do otočja Spitzbergen. 
Pomori su održavali sjevernu trgovinsku rutu između Arhangelska i Sibira. Njihovo glavno naselje je bio Holmogori, rodno mjesto najslavnijih Pomora, Mihaila Vasiljeviča Lomonosova i Semjona Ivanoviča Dežnjovu.
Po raspadu SSSR-a krenula je rasprava treba li Pomore priznati kao domorodački narod i uključiti ih u popis sjevernih domorodačkih naroda Rusije.

## Vanjske poveznice
- Pomori i Pomorje  Arhivirana inačica izvorne stranice od 17. kolovoza 2005. (Wayback Machine)